# 諸戸清六 (2代目)
二代目 諸戸 清六（にだいめ もろと せいろく、1888年（明治21年）7月24日 - 1969年（昭和44年）12月1日）は、大正・昭和時代の資産家、実業家。旧名は清吾。氏は諸戸氏、家名は諸戸家。
三重農場取締役会長。諸戸殖産社長。諸戸合名代表社員。三菱鉱業、朝鮮無煙炭各監査役。
三重県桑名で家業の山林経営をつぎ、林産物の生産、加工、販売などをおこなう。

## 経歴

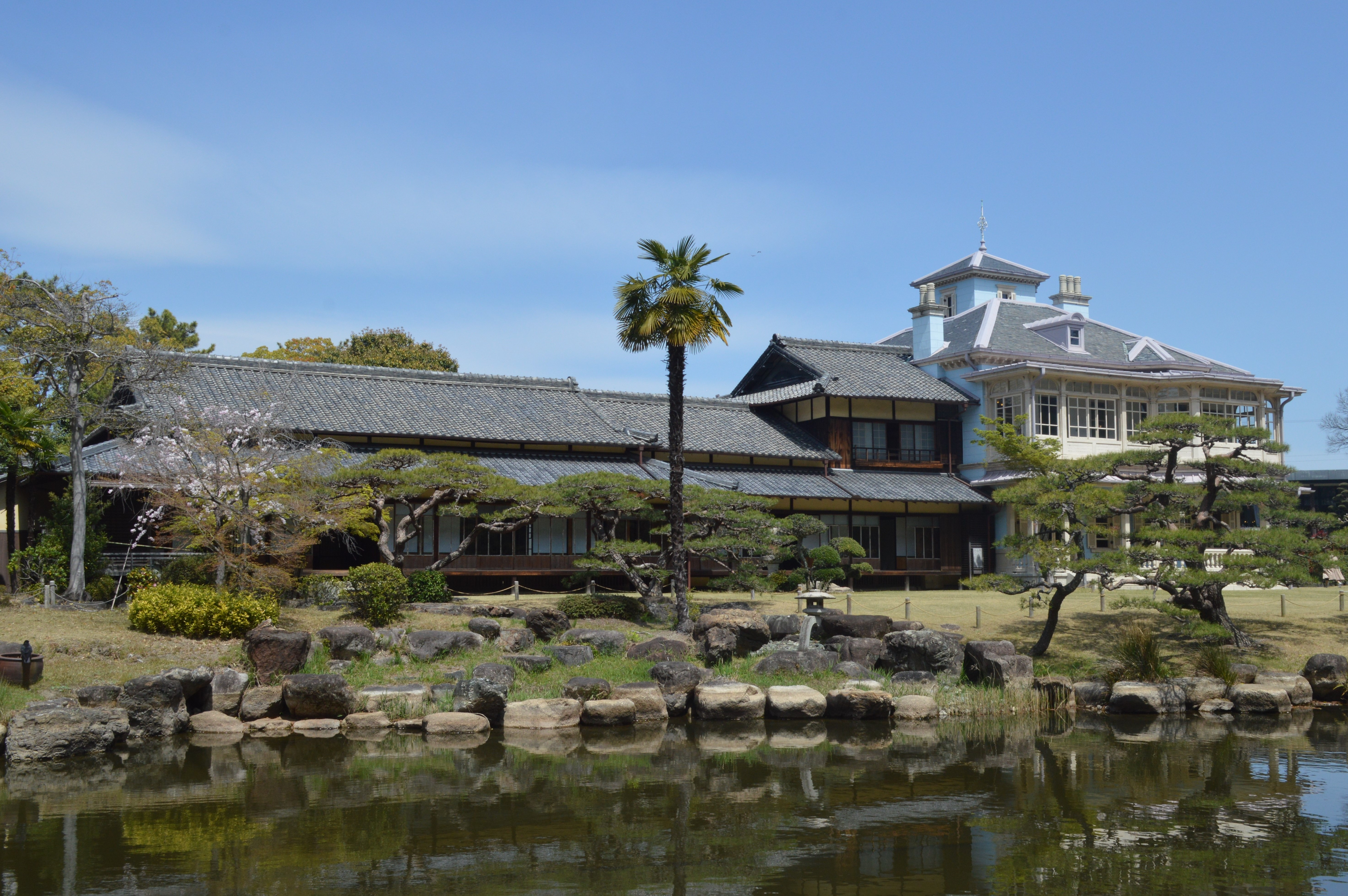
六華苑（旧諸戸清六邸）

1888年（明治21年）7月24日に三重県に生まれた。初代諸戸清六の四男、諸戸精太の弟、諸戸精文の叔父である。初代清六と深い親交のあった大隈重信が設立に関わった早稲田中学校に進学したが、彼が18歳の時初代清六が没したため、急遽呼び戻され、次男精太が初代の屋敷を継承し、四男清吾が清六の名を襲名した。
1906年（明治39年）、家督を相続し、前名清吾を改め襲名する。農業並びに林業を営み、傍ら会社の重役である。1911年（明治44年）には新居（旧諸戸清六邸、旧諸戸氏庭園、後の六華苑）を着工し、1913年（大正2年）に竣工した。
1918年（大正7年）、三重県最初の育英会である財団法人諸戸育英会を設立した。
1928年（昭和3年）に桑名中学校に入学した長男民和の通学の便を図るため、別邸（諸戸徳成邸）を建築した。

## 別荘
鎌倉、日光、沼津に別荘を所有していた。鎌倉の別荘は、1908年（明治41年）、株式仲買人・福島浪蔵の別邸として建築された洋館を、1921年（大正10年）に譲り受けたものである。洋館部分が現存し、鎌倉市指定文化財となっており、「長谷子ども会館（旧諸戸邸）」として公開されている。日光の別荘には重光葵が大戦中、自宅が焼失した後、終戦まで疎開していた。現在は西洋料理「明治の館」というレストランとなっており、2006年（平成18年）に登録有形文化財となっている。また、1923年（大正12年）頃には静岡県沼津市江浦に別荘を新築しているが、現状については分かっていない。

## 人物
子孫が桑名市に寄贈した「諸戸家文書」の中に日記が含まれており、2019年（令和元年）現在、桑名市博物館が解読を進めている。この日記は本人の自筆ではなく、部下数人が書いたもので、多くは面会記録だといい、益田鈍翁、松方正義、牧野伸顕らの名が見られる。この日記により、釣りが趣味であったことが初めて明らかとなったほか、故郷・桑名への投資に内容を精選していたことなどが判明した。
性格は「非常に控えめだった」という。東京在籍。宗教は真宗。趣味は読書、旅行。

## 栄典
- 1921年10月12日 - 紺綬褒章[1][5]
  - 1919年8月、三重県桑名郡桑名町幼稚園舎用建物附属建物共一棟1920年6月、恩賜財団済生会へ金2万5千円を寄付する[1]。
- 1927年5月20日 - 紺綬褒章[1]
  - 1923年9月及び1925年12月、関東大震災火災救援費並三重県桑名中学校建設資金として金5万5千567円余を寄付する[1]。
- 1928年8月16日 - 紺綬褒章[1]
  - 1928年5月、三重県桑名郡大山田第二尋常小学校営繕費金3万円を寄付する[1]。
- 1932年3月2日 - 紺綬褒章[1]
  - 1925年5月、三重県桑名郡桑名町へ水道設備一式及金3千円を共同寄付する[1]。
- 1933年2月7日 - 紺綬褒章[1]
  - 1932年8月、財団法人三重県社会事業協会事業資金として金1万円を寄付する[1]。
- 1938年3月24日 - 紺綬褒章[1]
  - 1931年乃至1934年事変に関し、財団法人三重県国防協会へ金1万円を寄付する[1]。

## 家族・親族
諸戸家
祖父母
- 祖父・清九郎(1813 - 1860/1/27)
- 祖母・みか(1814 - 1886/3/3)

父母
- 父・初代諸戸清六(1846/2/21 - 1906/11/12)
- 母・もと(基子　三重県人、後藤覚左衛門の三女、1852 - 1890/7/30)
- 継母・志賀（志賀子　岐阜県人、国島徳三郎の姉、1860/9/22 - 1944/7/24）

兄弟
- 長姉・たい (鯛子、多以子　1872 - 1897/1/23)- 諸戸三郎 - 諸戸脩三（アイシンAW会長）、諸戸靖史（八戸工業大学教授）
- 次姉・つね（恒子、常子　1874/11/22 - 1949/12/19、愛知県人、糟谷縫右衛門の弟糟谷貞吉の妻）
- 三姉・蝶子 (1878 - 1878/7/20、早世)
- 長兄 民一郎 (1881 - 1881/10/11、早世)
- 四姉・梅子 (1883 - 1887/5/9、早世)
- 次兄・精太（1885/10/11 - 1931/10/2、諸戸精太商会、諸戸タオル各代表）
- 三兄・七郎 (1887 - 1887/9/13、早世)
- 妹・ひさ（久子　1889/7/23 - ?、愛知県人高橋彦次郎の次男高橋正彦の妻）
- 妹・とめ（留子　1890/7/30 - ?、三重人人木村誓太郎三男、木村敬義(木村平蔵の養子)の妻）

配偶者
- 妻・てる（照子　1893/9/1 - 1986/1/20、愛知県人高橋彦次郎二女）[3][4]

子孫
- 長男・民和[3]（民一、1914/5/30 - 1982/9/2、諸戸林産社長[9]）
- 民和妻・繁子（1920/4/19 - ？、東京海上会長鈴木祥枝長女）
  - 民和長男・正和（1943/8/20 - 、諸戸林産専務）
  - 正和妻・愛子（1946/6/18 - 、中部電力相談役井上五郎三女）
    - 正和長男・達（1976/5/24 - ）
    - 正和次男・浩（1978/9/15 - ）

  - 民和長女・清子（清　1944/11/28 - 、三菱銀行勤務中山晃の妻）
  - 民和二女・弘子（弘　1955/4/2 - 、日本興業銀行勤務渡辺泰三の妻のち東京都議会議員三宅茂樹の妻）
- 二男・鉄男[3]（1916/4/3 - 1989/8/23、東京海上火災保険常務[9]）
- 鉄男妻、節子（1927/9/7 - ？、三菱化成社長池田亀三郎長女）
  - 鉄男長男・清郎（1949/3/15 - 、富士通勤務）
  - 清郎妻・典子（1949/10/10 - 、日本医科大学理事 宮川忠夫長女）

他親戚
- はとこ・北郎（1873/9/6 - 1951/11/1）諸戸清三の長男、先代諸戸清吉の養子となる。家族に養母みつ、妻ちせ、長男、元一（1902年12月 - ?）、長女、敏子（1902年10月 - ?）がいる。